# Medalha Militar da Cruz de Guerra
A Medalha Militar da Cruz de Guerra foi criada pelo Decreto n.º 2870, de 30 de Novembro de 1916, para premiar actos e feitos de bravura praticados em campanha. Esta condecoração recebeu notoriedade durante a I Guerra Mundial e durante a Guerra Colonial Portuguesa.
A Cruz de Guerra é a terceira mais alta condecoração militar portuguesa, encontrando-se na hierarquia logo após a Ordem Militar da Torre e Espada e da Medalha de Valor Militar, e sendo superior às Ordens de Cristo, Avis e Sant'Iago da Espada e demais condecorações militares e civis.

## Graus
A Medalha Militar da Cruz de Guerra compreende os seguintes graus, em ordem decrescente de preeminência:
- 1.ª Classe (MPCG)
- 2.ª Classe (MSCG)
- 3.ª Classe (MTCG)
- 4.ª Classe (MQCG)

O grau é outorgado em função dos feitos praticados e não da graduação do agraciado.
Ao contrário da Medalha de Valor Militar e da Medalha de Serviços Distintos, a Cruz de Guerra apenas pode ser concedida por feitos praticados em campanha, não havendo necessidade de distinguir com palma as concessões nestas condições.

## Insígnia
A Cruz de Guerra, levemente inspirada na Croix de Guerre francesa (principalmente nas cores da fita de suspensão), teve, ao longo da sua história, três tipos ou modelos diferentes, respectivamente legislados em 1916, 1946 e 1971.
O desenho desta medalha (desde 1971) na sua 1.ª Classe, é o seguinte:
- Relativamente ao anverso, ou face, é uma cruz templária, em ouro, tendo sobreposto, ao centro, um Emblema Nacional.
- O reverso tem, ao centro, um círculo carregado de duas espadas antigas passadas em aspa, cercadas de duas vergônteas de louro, frutadas e atadas nos topos proximais com um laço.
- A fita de suspensão é de seda ondeada, com fundo vermelho, cortado longitudinalmente por cinco filetes verdes de 0,0015 m de largura e equidistantes entre si e das margens da fita; largura de 0,03 m; comprimento necessário para que seja de 0,09 m a distância do topo superior da fita ao bordo inferior da condecoração, por forma a obter o alinhamento inferior das diferentes insígnias; ao centro, uma miniatura da cruz de guerra, cercada de duas vergônteas de louro, tudo de ouro.[1]

## Histórico
Durante a Guerra Colonial Portuguesa foram entregues as seguintes medalhas da Cruz de Guerra:
- Exército: 2,634
- Armada: 68
- Força Aérea: 273